# Synchronisation

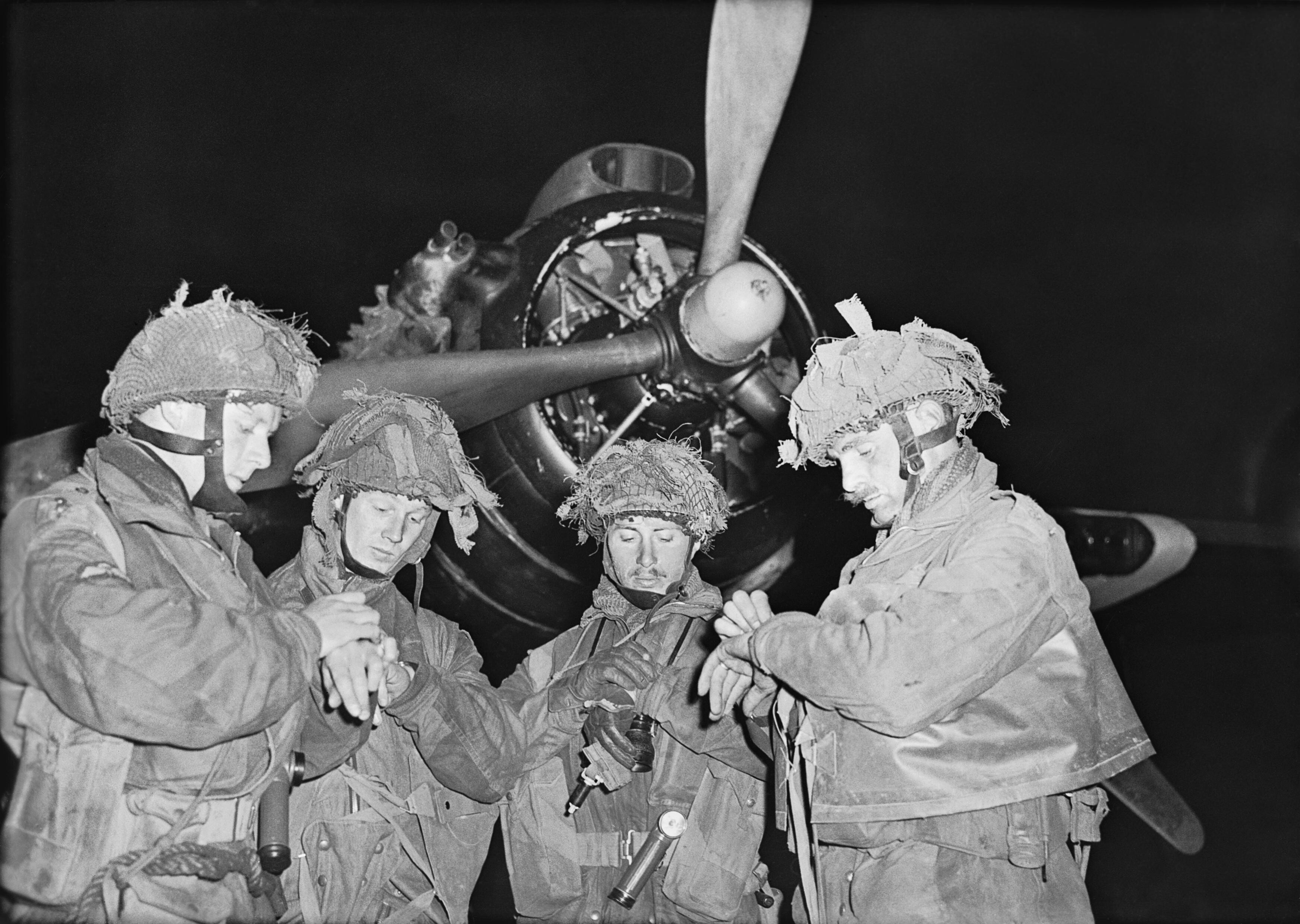
Einfache Synchronisation der Zeitmessung durch Uhrenvergleich

Synchronisation (auch Synchronisierung; von altgriechisch σύγχρονος sýngchronos, deutsch ‚gleichzeitig‘) bezeichnet – besonders in der Netzplantechnik und Prozesstechnik – das zeitliche Abgleichen von Vorgängen. Synchronisation sorgt dafür, dass Vorgänge gleichzeitig (synchron) oder in einer bestimmten Reihenfolge ablaufen.
In anderen Wissensgebieten hat das Wort „Synchronisation“ andere Bedeutungen. In der Informatik zum Beispiel bezeichnet es salopp auch den Datenabgleich (nach dem ebenso saloppen englischen Ausdruck data synchronization).

## Prinzip und Geschichtliches
Die vielen klassischen Bahnhofsuhren werden (einseitig) synchronisiert, indem die Sekundenzeiger geringfügig schneller als im Sekundentakt vorrücken und beim Anzeigen der neunundfünfzigsten Sekunde auf das Minutensignal warten. Im allgemeinen Fall wartet einer von mehreren nebeneinander laufenden Prozessen an einem festgelegten Punkt (einer Station) auf das Erreichen einer bestimmten Station in einem anderen Prozess.
Während man dafür früher Schall- oder Lichtsignale benützte – auf weite Distanzen z. B. Heliotrope (Sonnenspiegel) oder Pulverblitz-Signale –, überwiegen heute Funksignale oder elektronische Methoden. Im Folgenden werden die wichtigsten Methoden der Elektronik und der Physik behandelt.

## Digitale Wiedergabegeräte
Synchronisieren bedeutet in diesem Zusammenhang, die einzelnen Elemente auf dem Wiedergabegerät an eine Datenquelle anzupassen (z. B. MP3-Spieler, Musikplayer auf dem Rechner). Das heißt, der Taktgeber des Geräts ist nach dem Synchronisieren identisch zur Datenquelle.
Häufig erfolgt die Synchronisation digitaler Medien durch Terminprogramme, die beispielsweise auf einem Computer an der Arbeitsstätte Kalender verwalten. Um nun auf modernen Mobiltelefonen deren Kalender mit dem „stationären“ Terminkalender abzugleichen, gibt es zahlreiche Synchronisationsprogramme, die mittels Kabel, Bluetooth oder WLAN die beiden Kalender miteinander abgleichen. Es gibt hier mehrere Möglichkeiten der Synchronisation. Bei der einseitigen werden alle Termine von einem Gerät zum anderen gesendet; bei der beidseitigen werden von beiden Geräten alle Daten sich gegenseitig zugesendet. Dadurch kann es aber zu doppelten Einträgen kommen, welche die Synchronisationssoftware abfangen muss.
Immer mehr verbreiten sich Web-Dienste, die (meist „kostenlos“, d. h. indirekt durch Werbung finanziert) für gängige Geräte globale Synchronisation anbieten.

## Film
Beim Film bedeutet Synchronisation das „gleichzeitige“ Ablaufen von Bild und Ton, während das Nachvertonen von Filmen meist als Synchronisieren bezeichnet wird. In Deutschland werden nicht-deutschsprachige Filme seit den 1930er-Jahren synchronisiert, ebenso in Österreich und der Schweiz. Natürlich synchronisiert man in die jeweilige Landessprache auch in anderen großen Staaten Europas und Amerikas, ebenso zu fast 100 % in Indien, China und Japan. In asiatischen Ländern werden meist auch englische Synchronisationen für den internationalen Markt gemacht (siehe Synchronsprecher, Tonmeister). Auch die Stimme von Sängern/ Sängerinnen auf ein Playback oder das Überspielen von weiteren Instrumentenstimmen wird mit Synchronisation bezeichnet; siehe auch Overdubbing.

## Fernsehen
Beim Fernsehen muss das Wiedergabegerät synchron zum Sender laufen, damit die gesendeten Informationen an der richtigen Stelle auf dem Bildschirm angezeigt werden. Wegen des Rasters aus Zeilen, die nacheinander geschrieben werden, unterscheidet man Horizontal- und Vertikal-Synchronisation. Elektrisch können diese Signale entweder separat neben dem (amplitudenmodulierten) Helligkeitssignal geführt oder mit diesem in geeigneter Weise so zum Composite-Video- oder FBAS-Signal kombiniert werden, dass es anschließend auch wieder leicht separiert werden kann.
Eine besondere Aufgabe müssen die Synchronsignale beim Zeilensprungverfahren erfüllen, nämlich das abwechselnde Umschalten der Anzeige von gerad- und ungeradzahligen Zeilen je nach Halbbild. Dazu muss der Horizontalimpuls innerhalb der Bildaustastlücke um eine halbe Zeile früher erfolgen (am einfachsten durch Frequenzverdopplung), sodass die erste Zeile des zweiten Halbbildes ganz oben in der Mitte des Schirms beginnt, wo die im vorhergehenden Halbbild geschriebene erste Zeile schon eine halbe Zeile tiefer gesunken ist. Dasselbe gilt auch bei analogen Computermonitoren, wenn sie bei höheren Auflösungen das gleiche Verfahren anwenden (sog. Interlace; heute nicht mehr üblich, da alle neuen Monitore Horizontalfrequenzen bis 85 kHz und darüber verarbeiten können).
Bei Monitoren gibt es noch eine weitere Variante der Synchronsignalführung: Bei manchen Geräten mit separaten Eingängen (meist BNC-Stecker) für die 3 (RGB-)Farbkomponenten bzw. 2 Farbdifferenz- + 1 Helligkeitssignal (Component Video) wird das Synchronsignal in ähnlicher Weise wie oben in das Grün (bzw. Helligkeits (Y))-Signal gemischt: Sync on Green. Meistens kann das Sync-Signal wahlweise auch separat angeschlossen werden, wobei das Horizontal- und Vertikalsignal je nach Gerät entweder kombiniert (1 Anschluss) oder in zwei separate Anschlüsse getrennt wird. Beim heute üblichen VGA-Anschluss werden die Sync-Signale über verschiedene Pins desselben Steckers übertragen.
Wenn die Synchronsignale nicht korrekt (störungsfrei) übertragen oder nicht richtig ausgewertet werden, kommt es zu charakteristischen Bildstörungen. Da der Bildwechsel am langsamsten verläuft (typisch 50–100 Hz), kann man Fehler hier noch am ehesten mit dem bloßen Auge verfolgen: Das Bild „läuft (senkrecht) durch“, ist aber noch halbwegs zu erkennen. Manchmal rastet die Synchronisation auch an einer falschen Stelle der Vertikalen ein, z. B. bei signifikanten Bildinhalten mit entsprechendem Spannungshub, so dass das Bild versetzt angezeigt wird, mit einem dicken, schwarzen Balken in der Mitte. Wenn dagegen die Horizontalsynchronisation ausfällt, „laufen die Zeilen (horizontal) durch“, vollführen einen „Bauchtanz“ oder sind unregelmäßig verschoben und es ist kaum noch ein Bildinhalt zu erkennen; im günstigsten Fall ist das Bild nach links oder rechts geneigt.

## Elektronik
In der Digitaltechnik bedeutet Synchronisation, dass zwei Geräte (z. B. Sender und Empfänger) synchronisiert sind, wenn beide mit einer Taktfrequenz arbeiten, die innerhalb definierter Toleranzen gleich ist. Die Signale synchronisierter Geräte haben eine feste Phasenbeziehung zueinander. Das Verfahren, für das meistens der deutsche Fachbegriff Gleichlaufverfahren benutzt wird, wird auch als Synchronisierung oder in Anlehnung an den englischen Fachbegriff als Synchronisation bezeichnet.

## Synchronisierung einer Synchronmaschine

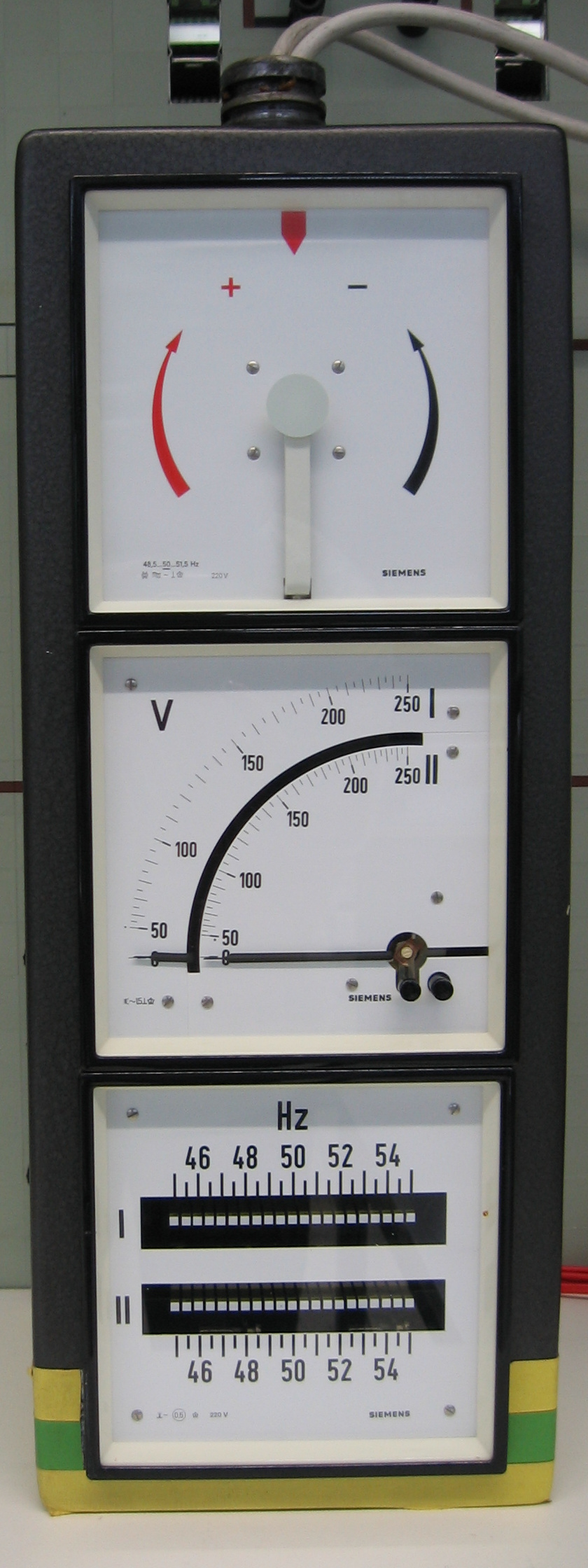
Synchronoskop, bestehend aus Drehfeldmessgerät (oben), Doppelspannungsmessgerät (Mitte) und Doppel-Zungenfrequenzmessgerät (unten)

Um eine Synchronmaschine ans Netz zu schalten, sind bestimmte Synchronisationsbedingungen (auch Parallelschaltbedingungen) einzuhalten. Zwischen den Klemmen des Netzes und denen der Maschine darf keine Spannungsdifferenz bestehen. Das wird erreicht, wenn folgende Bedingungen eingehalten werden:
- gleiche Frequenz – Kontrolle z. B. über Drehzahlmessung oder Doppelfrequenzmesser; Eingriff über Drehzahländerung der Maschine
- gleiche Phasenfolge – Kontrolle z. B. über Drehfeldmessung; Eingriff über Tausch zweier Phasen
- gleiche Phasenlage – Kontrolle z. B. über Zweistrahloszillograph; Eingriff durch kurzzeitige Drehzahländerung der Maschine
- Spannungsgleichheit – Kontrolle z. B. über zwei Voltmeter; Eingriff über Änderung des Erregerstroms der Maschine

Sollten diese Bedingungen nicht eingehalten werden, kommt es je nach Höhe der Differenz zu mehr oder weniger großen Momenten, da die Maschine versucht, sich in den synchronen Lauf zu ziehen. Diese Momente wirken auf Maschine und Maschinenfundament und können zu Schäden oder sogar zur Zerstörung führen.
In modernen Anlagen wird nicht mehr von Hand synchronisiert. Diese Aufgabe wird z. B. in Kraftwerken von Leittechnik übernommen und bedarf, außer der Auslösung, keines menschlichen Eingriffs.

## Informatik
In der Informatik bezeichnet Synchronisation:
- die Prozesssynchronisation, Verfahren, die den gemeinsamen Zugriff von Prozessen auf geteilte Ressourcen regeln. Die Prozesssynchronisation stellt sicher, dass Ressourcen effizient zugeteilt werden und Daten in konsistentem Zustand bleiben. Vergleiche auch Parallelisierung, Petri-Netze und Sequentialisierung.
- das Angleichen von Echtzeituhren in getrennten Systemen.
- die kausale Sortierung von Ereignissen mittels Zeitstempeln. Diese Sortierung stellt sicher, dass die logische Abfolge von Ereignissen gewahrt bleibt. Siehe auch Logische Uhr.
- das Abgleichen von Daten in einem verteilten System, siehe Datenabgleich und Replikation. Man unterscheidet unidirektionale Synchronisation, bei der die Daten eines Teilsystems bevorzugt behandelt werden, von bidirektionaler Synchronisation, bei der die Daten aller Teilsysteme gleichwertig sind. Programme zur Synchronisation von Dateien sind z. B. rsync, SyncBack und Unison. Im Bereich der mobilen Datentechnik versteht man darunter die Synchronisation des Standes von Adressbüchern und Terminen auf verschiedenen mobilen Geräten wie Smartphones und Tablets untereinander und mit Desktop-PCs.
- Das Schreiben des Cache-Speichers auf einen Datenträger oder Wechseldatenträger vor dessen Trennung vom Computer.[5]
- Beim differentiellen Synchronisieren werden nur Änderungen (neue, entfernte, veränderte) zwischen den Quellen aktualisiert. Differentielles Synchronisieren gilt als sparsam und wird vor allem bei großen Datenmengen empfohlen (Vgl. Änderung: 1 MB zu Tabelle: 100 MB). Voraussetzung: die Quellen müssen partiell synchron oder synchron sein. Diese Art der Synchronisierung wird oft in der auch sogenannten differentiellen Datensicherung verwendet.
- Bild-Synchronisation – das Angleichen oder auch Zusammenführen mehrerer Einzelbilder in der rechnergestützten Bildverarbeitung

## Dynamisches System
Eine Wechselwirkung von zwei oder mehr dynamischen Systemen kann durch Kopplung ihrer Differentialgleichungen erzeugt werden. Wenn diese Kopplung stark genug ist, lassen sich zwei chaotische Systeme synchronisieren.

## Fahrzeugtechnik

### Getriebesynchronisation
In der Getriebetechnik versteht man unter dem Begriff Synchronisierung das Angleichen der Drehzahlen von Schaltmuffe und Gangrad. Ein Gang kann nur eingelegt werden, wenn das in Eingriff zu bringende Losrad des zu schaltenden Ganges und die Welle, auf der dieses Losrad sitzt, die gleiche Drehzahl haben, damit ein Formschluss erreicht werden kann (in der Regel mit ineinander greifenden Klauen). Meist wird dies durch Reibung zwischen einem konischen Synchronring, der über einen Synchronkörper mit der Welle gekoppelt ist, und einem Konus auf dem Gangrad bewirkt, solange sich Welle und Gangrad unterschiedlich schnell drehen. Das entstehende Reibmoment verdreht den Synchronring um ca. die halbe Teilung der Schaltverzahnung so lange, bis Welle und Gangrad gleich schnell drehen.
Ist die Synchronisierung, also das Bremsen oder Beschleunigen der ab Kupplungsscheibe im ausgekuppelten Zustand lose mitlaufenden Eingangswelle auf die Drehzahl des Gangrades abgeschlossen, kann leicht und geräuschlos geschaltet werden. Wird nicht synchronisiert, „knallen“ die Massenträgheitsmomente des zu langsam oder zu schnell laufenden Losewellenteils in die Klauen, was zu stark erhöhtem Verschleiß der Klauen oder einem Schaden führen kann. Synchronringe sind Verschleißteile; in aller Regel verschleißt der Synchronring des zweiten Gangs zuerst, da er am häufigsten verwendet wird. Sehr alte Fahrzeuge, die keine Synchronringe haben (unsynchronisiertes Getriebe) oder in einem Teil der Gänge keine Synchronisierung (teilsynchronisiertes Getriebe), erfordern das sorgsame Fahren mit Zwischenkuppeln beim Hoch- und Zwischengas beim Herunterschalten, bei dem im Leerlauf des Getriebes kurz wieder eingekuppelt wird, um die Geschwindigkeit an der leer mitlaufende Welle ungefähr an die des Verbindungspartners anzupassen, dessen Drehzahl durch die Fahrgeschwindigkeit und die gewählte Gangübersetzung festgelegt ist.

### Vergasersynchronisation
Werden Motoren von mehreren Vergasern parallel mit Benzin-Luft-Gemisch versorgt, so müssen die Vergaser bzw. deren Drosselorgane wie Drosselklappen oder -schieber zueinander synchronisiert werden. Betätigt werden die Vergaser über Bowdenzüge oder ein Gestänge. Ungleiches Spiel in den Zügen oder im Gestänge führen aber dazu, dass die Drosselklappen im Leerlauf ungleich weit geöffnet sind oder beim Übergang aus dem Standgas nicht gleichzeitig gleich weit öffnen. Das wiederum führt zu einer unterschiedlichen Füllung in den Zylindern. In der Folge ergeben sind unterschiedliche Arbeitsdrücke in den Zylindern, der Motor erreicht nicht die Maximalleistung, hat schlechte Abgaswerte und eventuell unerwünschte Vibrationen.
Für eine Vergasersynchronisation werden mehrere Unterdruckmessgeräte verwendet, mindestens zwei zum Vergleichen, im Idealfall jedoch so viele Unterdruckmessuhren wie Vergasersysteme vorhanden sind: bei Motorrädern bis zu sechs, z. B. Honda CBX, bei Sportwagenmotoren teils noch mehr (alte Rennmotoren von Ferrari etc.). An den Vergasern selbst oder an den Ansaugrohrbrücken befinden sich pro Zylinder oder pro Vergasersystem einzelne, meist mit Schrauben verschlossene Anschlussbohrungen, an die die Unterdruckmessgeräte mittels Schraubanschlüssen und Schläuchen angeschlossen werden. Die Messung findet im Saugrohr zwischen Vergaser und Einlassventil statt. Zunächst werden alle Leerlauf-Saugverhältnisse angeglichen (gleiche Unterdruckverhältnisse durch Verstellen der einzelnen Drossel-Anschläge), danach wird das gleichmäßige Abheben aller Drosselelemente beim Gasgeben eingestellt oder kontrolliert. Bei korrekter Einstellung werden alle Zylinder gleichmäßig mit Kraftstoff-Luftgemisch versorgt, sowohl im Leerlauf als auch in allen Lastzuständen.
In extremen Fällen (mehrere Registervergaser) sollen nicht nur die „kleinen“ Systeme synchron zueinander arbeiten (die Vergaser-Teilsysteme für Leerlauf und kleine Last), sondern auch die nachgeschaltet öffnenden „großen Rohre“ für hohe Lasten (z. B. bei Mercedes 230-6/8, 250/8, BMW 2500, BMW 2800 und ähnlichen Fahrzeugen).
Voraussetzung für eine gute Vergaser-Synchronisation ist ein mechanisch auf allen Zylindern gleich gut laufender Motor: Kompressionswerte der einzelnen Zylinder innerhalb der Toleranzgrenzen, Ventile gut eingestellt, Zündungseinstellung in Ordnung, Zündkerzen in Ordnung, und auch die Vergaser allesamt mit gleichen Düsenelementen ausgerüstet (im Fall von defekten, zu restaurierenden Fahrzeugen ein nicht seltener Fehler, dass ungleich bedüste Vergaser eingebaut sind.) Nach einigen 100 km kann das Zündkerzenbild (Färbung des Isolators) Aufschluss geben über Ungleichheiten oder einen „schlechten“ Zylinder (zu hellgrau: Zylinder läuft zu mager bzw. bekommt zu wenig Benzin; dunkle Farbe Richtung schwarz: Zylinder läuft „zu fett“, mit zu viel Kraftstoff).
Geübte Fahrer von BMW-Zweizylinder-Motorrädern schaffen es teils, die zwei Vergaser ohne Unterdruckmessgeräte nur unter Beobachtung mechanischer Schwingungen sauber zu synchronisieren: per Minimierung der Spiegel-Vibrationen am Lenker.
Die Vorgehensweise bei Fahrzeugmotoren unterscheidet sich von der Vorgehensweise bei Flugzeugmotoren. Bei Fahrzeugmotoren schließt die Rückholfeder den Vergaser, bei Flugzeugmotoren öffnet die Rückholfeder den Vergaser. Dem Piloten steht somit auch bei gerissenem Bowdenzug Leistung zur Verfügung.
Typische mittlere Unterdruckwerte im Ansaugsystem von Ottomotoren, die in PKWs, Motorrädern oder Flugzeugen Verwendung finden, liegen zwischen 0,15 bar und 0,4 bar. Es ist zu beachten, dass der im Saugrohr gemessene Unterdruck bei Leerlaufdrehzahl und geschlossenem Drosselorgan am höchsten ist und beim Öffnen der Drosselorgane abfällt. Je höher die Literleistung eines Motors, umso geringer ist der Unterdruck im Ansaugsystem. 
Die maximale Unterdruckabweichung der Vergaser untereinander sollte nicht mehr als 1/100 bar betragen.
Somit werden hohe Anforderungen an die Genauigkeit der Manometer gestellt. Kapselfeder-Manometer mit Nullpunkt-Verstellung erfüllen diese Forderung. Da es sich bei dem gemessenen um keinen statischen Druckzustand handelt, sondern dieser durch das intermittierende Öffnen der Einlassventile besonders im Leerlauf stark pulsiert, sind die Messuhren mit je einem justierbaren Dämpfungsorgan in der Schlauchzuleitung versehen, um eine ruhigere und besser vergleichbare Anzeige der Manometer zu erzielen.

### Propellersynchronisation
Bei mehrmotorigen Propellerflugzeugen kann es zur Minderung von Vibrationen und des Lärmpegels in der Kabine erforderlich sein, insbesondere im Reiseflug die Drehzahl der Luftschrauben umdrehungsgenau aufeinander zu synchronisieren, um dem Entstehen von Schwebungen entgegenzuwirken. Dies geschieht entweder nach Gehör des Piloten, in dem dieser die Drehzahl eines der Motoren so lange ändert, bis Ruhe einkehrt, oder mithilfe eines Anzeigeinstrumentes („Synchroskop“), das ähnlich dem Synchronoskop in der Elektrotechnik funktioniert. Dazu werden von den Motoren kleine Drehstrom-Meßgeneratoren angetrieben, deren Frequenzabweichung und Phasenlage auf einem kleinen Drehfeldmessgerät im Cockpit angezeigt wird, das oft in die Drehzahlmesser-Anzeige integriert ist. Des Weiteren existieren automatische Synchronisationsvorrichtungen wie der verbreitete Woodward Prop Synchronizer für zweimotorige Leichtflugzeuge bis hin zum Propeller Synchrophaser, bei dem automatisch nicht nur die Drehzahl, sondern auch die relative Position aller Propeller(-blätter) während des Umlaufes zueinander stetig synchronisiert wird.

## Soziologie
In der soziologischen Theorie geht man allgemein davon aus, dass sich moderne Gesellschaften funktional differenzieren, also verschiedene Teilbereiche wie Politik, Ökonomie, Religion, Kunst, Wissenschaft etc. ausbilden. Diese Teilbereiche entwickeln je eigene Sinnstrukturen und Codes, aber auch verschiedene, für den jeweiligen Bereich charakteristische Zeitstrukturen. So ist etwa Politik abhängig von institutionellen Regeln bezüglich des Rhythmus des Gesetzgebungsprozesses oder der Dauer der Legislaturperioden, während etwa Wissenschaft durch den Rhythmus des Publikationsprozesses oder die Dauer von Forschungsförderungen geprägt ist.
Dadurch entsteht – wie insbesondere die Beschleunigungstheorie von Hartmut Rosa argumentiert – einerseits das Phänomen der Desynchronisation, also des zunehmenden Auseinandertretens verschiedener Zeitstrukturen: So brauchen komplexere Probleme etwa mehr Beratungszeit, was Politik verlangsamt, während die Massenmedien oder der Finanzmarkt typischerweise immer schneller funktionieren. Andererseits wächst der Bedarf der Resynchronisation, also der hinreichenden Koordinierung und Kopplung: So sollen etwa politische Regelungen nicht erst dann greifen, wenn die Entwicklung des zu regelnden Bereiches bereits weiter fortgeschritten ist.
Dies gilt insbesondere für demokratische Politik, da sie einen Gestaltungs- und Steuerungsanspruch erhebt. Neuere sozialwissenschaftliche Forschung beschäftigt sich dabei mit den Möglichkeiten der Synchronisation zu anderen Teilbereichen wie der Ökonomie (etwa über die Finanzmarktregulierung), mit den Synchronisationserfordernissen in demokratischen Institutionen (wie dem Bundestag), aber auch mit den problematischen Auswirkungen von Desynchronisation (wie dem Populismus).